# Eusparassus dufouri atlanticus
Eusparassus dufouri là một phân loài nhện trong họ Sparassidae.
Loài này thuộc chi Eusparassus. Eusparassus dufouri atlanticus được Eugène Simon miêu tả năm 1909.

## Hình ảnh

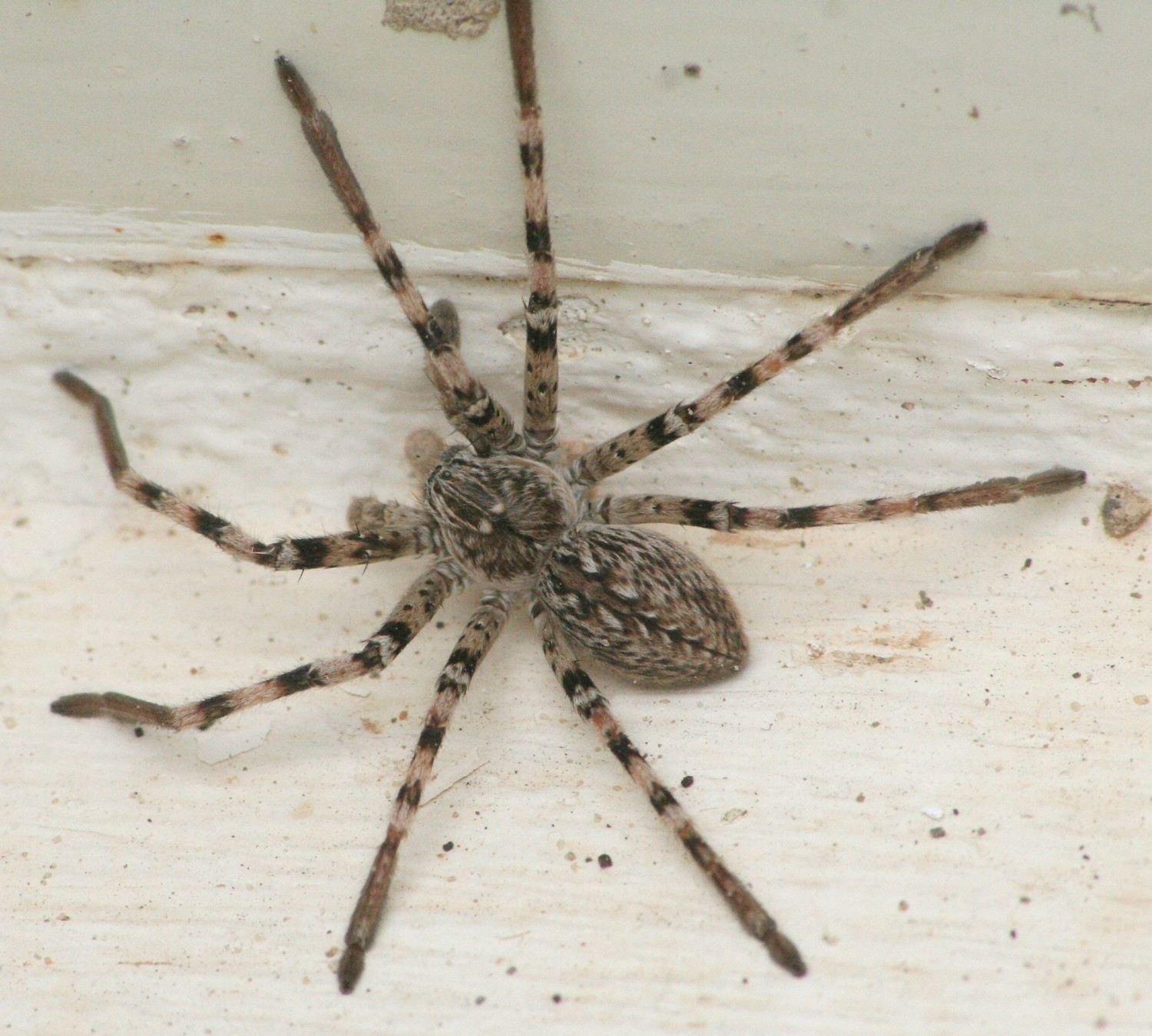